# Antsla
Antsla est une ville estonienne, chef-lieu de la commune du même nom, située dans le comté de Võru.

## Géographie
Son territoire s'étend sur 2,86 km2 dans le sud du comté. Elle est située à 27 km de Võru.

## Histoire
Antsla a acquis le statut de ville en 1938.

## Démographie
La population, en diminution constante depuis les années 1990, s'élevait à 1 650 habitants en 2009, 1 585 habitants en 2012 et 1 276 habitants en 2020.

## Société
La ville possède un jardin d'enfants, un gymnase, une école de musique, un bureau de poste, la Maison de la Culture et des Sports, une bibliothèque, un centre commercial, plusieurs épiceries et magasins, deux cafés, deux restaurants et un pub. Plusieurs lignes de bus traversent la ville. Les locaux de l'ancien hôpital de la ville accueillent le Centre des médecins de famille, l'organisation médicale à but non lucratif Antsla Haigla MTÜ (recherche en laboratoire, physiothérapie, massage, radiographie et échographie) et une maison de soins infirmiers de 20 lits.
La gare ferroviaire d'Antsla a cessé son activité au début des années 2000.

## Personnalités
- Vilja Toomast (né en 1962), personnalité politique
- Andrus Värnik (né en 1977), athlète lanceur de javelot

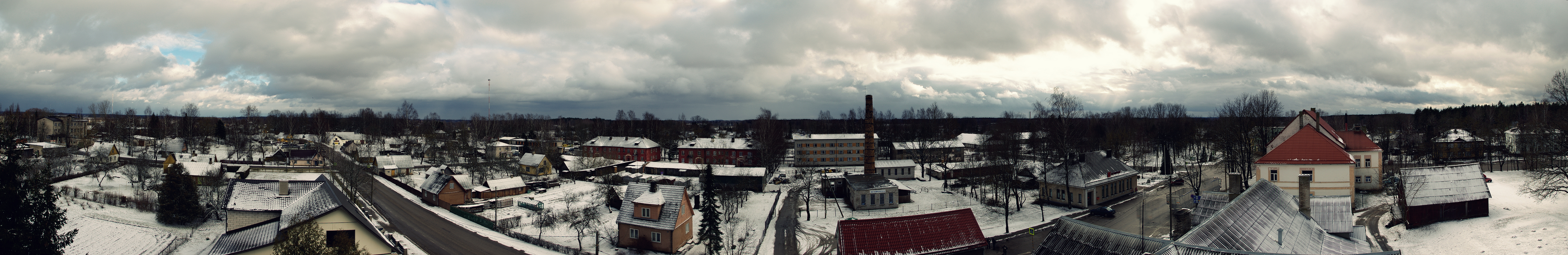
Vue panoramique d'Antsla